# Dicamptus banqui
Dicamptus banqui là một loài tò vò trong họ Ichneumonidae.